# Cinasa Jano 3
La cinasa Jano 3 (en inglés: Janus kinase 3, JAK3) es una enzima que en los humanos está codificada por el gen JAK3.

## Cinasas Jano
La cinasa Jano 3 es una tirosina quinasa que pertenece a la familia de las cinasas Jano. Otros miembros de la familia Jano incluyen JAK1, JAK2 y TYK2. Las cinasas Jano (JAKs) son relativamente grandes, de aproximadamente 1150 aminoácidos con pesos moleculares de 120-130 kDa. Están específicamente asociadas con los receptores de citoquinas. Los receptores de proteínas citoquinas carecen de actividad enzimática, son dependientes del JAKs para iniciar la señalización tras la unión de sus ligandos. Los receptores de citoquinas pueden ser divididos en cinco grandes subgrupos basados en los diferentes dominios y motivos de activación. JAK3 es necesaria para la señalización de los receptores de tipo I que utilizan la cadena gamma común (yc).  
| Tipo | Subgrupo                        | Cytokine Receptor                    | JAK Kinase       |
| ---- | ------------------------------- | ------------------------------------ | ---------------- |
| I    | homodimerico                    | EPO, TPO, GH, G-CSF                  | JAK2             |
| I    | Usa cadena gamma común (CSF2RΒ) | IL-3, IL-5, GM-CSF                   | JAK2             |
| I    | Usa cadena gp130                | IL-6, IL-11                          | JAK1, JAK2, Tyk2 |
| I    | Usa cadena gamma común (γc)     | IL-2, IL-4, IL-7, IL-9, IL-15, IL-21 | JAK1, JAK3       |
| II   | IFN-α, IFN-β, IFN-γ             | JAK1, JAK2, Tyk2                     |                  |

## Función
JAK3 es generalmente expresado en células T y NK, pero también ha sido encontrado en células del epitelio intestinal. JAK3 está implicado en la transducción de señales por receptores que emplean la cadena gamma común (γc) del tipo yo cytokine familia de receptor (p. ej. IL-2R, IL-4R, IL-7R, IL-9R, IL-15R, e IL-21R). Mutaciones que afectan a la función de cinasa Jano 3 causan SCID (enfermedad de immunodeficiencia combinada severa.
Además de sus funciones bien sabidas en las células T y NK, JAK3 ha sido encontrado para mediar la estimulación por IL-8. Principalmente funciona para inducir quimiotacsis en neutrofilos y linfocitos.

### Células del epitelio intestinal
JAK3 interactúa con vilina, proteína de unión a actina, facilitando la remodelación del citoesqueleto y la reparación de las lesiones de la mucosa. Los determinantes estructurales que regulan las interacciones entre JAK3 y las proteínas citoesqueléticas de la familia vilina/gelsolina también han sido caracterizados. La reconstitución funcional de la actividad quinasa por el JAK3 recombinante usando JAK3-wt o vilina/gelsolina-wt como sustrato mostraron que la autofosforilación de JAK3 era el paso limitante en las interacciones entre JAK3 y las proteínas citoesqueléticas. Asimismo, los parámetros cinéticos mostraron que JAK3 fosforilado (P) se une a P-vilina con una constante de disociación (Kd) de 23 nM y un coeficiente de Hill de 3,7. La unión por parejas entre mutantes de JAK3 y vilina mostró que el dominio FERM de JAK3 era capaz de unirse a P-vilina con una Kd de 40.0 nM. Sin embargo, el dominio SH2 de JAK3 impedía a la P-vilina unirse al dominio FERM de la proteína no fosforilada. La interacción intramolecular entre el FERM y los dominios SH2 de JAK3 no fosforilado prevenían a JAK3 de la unión con la vilina, mientras que la autofosforilación de tirosinas de JAK3 en el dominio SH2 disminuía estas interacciones intramoleculares y facilitaba la unión del dominio FERM a la vilina. Esto demuestra el funcionamiento del mecanismo molecular de interacciones entre JAK3 y las proteínas del citoesqueleto en las que la fosforilación de tirosinas del dominio SH2 actúa como un interruptor intramolecular entre JAK3 y dichas proteínas.
El daño sostenido en el revestimiento de la mucosa en pacientes con enfermedad inflamatoria intestinal (IBD) facilita la translocación de los microbios intestinales a células inmunitarias de la submucosa, lo cual conduce a una inflamación crónica. IL-2 juega un papel en la homeostasis de las células del epitelio intestinal (IEC) por medio de una regulación, dependiente de la concentración, de la proliferación de estas células y de la muerte celular. La activación por IL-2 conduce a interacciones dependientes de la fosforilación de tirosina entre JAK3 y p52ShcA sólo a menores concentraciones. A concentraciones mayores de IL-2 decrece la fosforilación de JAK3, rompe sus interacciones con p52ShcA, redistribuye a JAK3 hacia el núcleo e induce la apoptosis de las células del epitelio intestinal. IL-2 también induce la infrarregulación dosis-dependiente de JAK3-mRNA. La sobreexpresión constitutiva y los estudios de caída mediada de mir-shRNA mostraron que la expresión de JAK3 era necesaria para la proliferación de IEC inducida por IL-2. Además, la infrarregulación de JAK3-mRNA inducida por IL-2 era responsable de una mayor apoptosis en IEC inducida por IL-2. En consecuencia, IL-2 induce la homeostasis de la mucosa por medio de la regulación post-traslacional y transcripcional de JAK3.
JAK3 también está implicado en la diferenciación de la mucosa y en la predisposición a la enfermedad inflamatoria intestinal en ratones. Estos estudios muestran que JAK3 es expresada en la mucosa del colon en ratones, y que la pérdida de la expresión de la mucosa de JAK3 resulta en la reducción de la expresión de marcadores diferenciales por células de los linajes tanto enterocítico como secretor. Los ratones sin JAK3 mostraron una expresión reducida en el colon de vilina, anhidrasa carbónica y mucina secretora muc2, y un aumento de la inflamación basal del colon reflejado por un incremento en los niveles de las citocinas proinflamatorias IL-6 e IL-17A y acompañado de un aumento de la actividad mieloperoxidasa en el colon. Las inflamaciones en estos ratones se asociaron a un acortamiento de la longitud del colon y del ciego, una disminución de la altura de las criptas y un aumento de la gravedad de la colitis inducida por dextrán sulfato sódico. En células epiteliales diferenciadas del colon humano, JAK3 se redistribuía hacia las superficies basolaterales e interactuaba por uniones de adherencia con la proteína β-catenina. La expresión de JAK3 en estas células resultó esencial para la localización de las uniones de adherencia en dicha proteína y para el mantenimiento de las funciones de la barrera epitelial. Colectivamente, estos resultados demuestran el papel esencial que ejerce JAK3 en el colon, donde facilita la diferenciación de la mucosa mediante la promoción de la expresión de marcadores diferenciales e intensifica las funciones de la barrera por medio de la localización de uniones de adherencia en la β-catenina.
A pesar de que la activación de JAK3 deriva en diversidad de tipos de cáncer, el mecanismo de regulación transmolecular de la activación de esta molécula ha sido descubierto recientemente. Este estudio muestra que la autofosforilación de JAK3 era el paso limitante en la transfosforilación de Shc, donde JAK3 fosforilaba directamente dos residuos de tirosinas incluidos en el dominio SH2, otro residuo de tirosina en CH1 y, por último, los dominios PID de Shc. A nivel funcional, JAK3 se autofosforila bajo la interacción de IL-2 segregada por céulas epiteliales. Sin embargo, Shc es capaz de impedir esta autofosforilación a través de la activación de la tirosina fosfatasa SHP-2 y PTB-1B. Por lo tanto, el estudio demuestra el mecanismo de regulación intracelular de la activación de JAK3 a través de la interacción con Shc, principal modulador de la ruta.
La expresión y activación de JAK3 ha mostrado propiedades terapéuticas frente a complicaciones como la inflamación crónica de bajo grado, que toma gran importancia en el deterioro metabólico en personas con obesidad. Multitud de estudios sugieren la asociación entre bajos niveles de expresión de JAK3 y patologías hepáticas, ganancia de peso, complicaciones en la homeostasis glucémica o inflamación crónica de bajo grado sistémica. La expresión de JAK3 es esencial en la baja expresión basal de receptores tipo toll (TLRs) en la mucosa intestinal de ratones y los enterocitos intestinales humanos, donde JAK3 interactúa con p85, la subunidad regulador de PI3K, a través de la fosforilación de residuos de tirosina en el sustrato receptor de la proteína adaptadora de la insulina (IRS1). Estas interacciones resultan en la activación de PI3K, que deriva en la activación de la ruta NFkB. JAK3 juega un rol crucial en la promoción de la tolerancia de la mucosa a través de la supresión de receptores tipo toll.
La mutación en las zonas adherens (AJs) está asociada con diversas enfermedades de inflamación crónica. JAK3 fosforila residuos de tirosina de la β-catenina (Tyr30, Tyr64 y Tyr86 del extremo N-terminal). A nivel fisiológico, esto tiene gran repercusión en la supresión de EGF en la transición mesenquimatosa y facilita las funciones del epitelio. La reclusión de sitios de fosforilación para JAK3 de la β-catenina compromete la funcionalidad del epitelio.

## Modelo de trasducción de señales

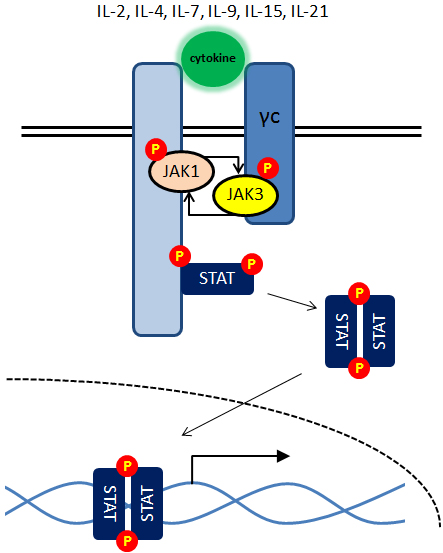
Activación de JAK3 por receptores de citocina que contiene la cadena gamma común (γc)

JAK3 se activa solo por citocinas cuyos receptores contienen la cadena gamma común (yc) subunidad: IL-2, IL-4, IL-7, IL-9, IL-15 e IL-21. La unión de las citocinas induce la asociación de las subunidades del receptor y la activación de los receptores asociados a JAKs. En la ausencia de citoquinas, a JAKs le falta la actividad tirosina quinasa. Una vez activado, JAKs crea sitios de amarre para los factores de transcripción STAT por la fosforilación de residuos específicos de tirosina del receptor de citoquinas.
Tienen homología src 2 (SH2) de los dominios que permiten que se unan a estos residuos de tirosina fosforilados. Después de someterse a JAK-mediada por la fosforilación de los factores de transcripción STAT, se translocan al núcleo, se unen al ADN en elementos específicos e inducen la expresión de genes específicos. Los receptores de Citoquinas activan selectivamente las vías JAK-STAT para inducir la transcripción de distintos genes. La IL-2 y IL-4 activan JAK1, JAK3 y STAT5.

## Relevancia de la enfermedad
Las mutaciones de JAK3 se encuentran en el 16% de los pacientes de leucemia linfoblástica aguda de células T (T-ALL). Además, las mutaciones oncogénicas de JAK3 se han encontrado en la leucemia aguda megacarioblástica, en la leucemia prolinfocítica de células T, y la leucemia mielomonocítica juvenil y en el linfoma NK de células T (T/NK de linfoma). La mayoría de las mutaciones se encuentran en el pseudokinase y en el dominio quinasa de la proteína JAK3. Curiosamente, la mayoría de las mutaciones JAK3 dependen de la actividad quinasa de JAK1.
Las mutaciones de inactivacion de JAK3 son causa de deficiencia inmune. Mutaciones las cadenas gamma comunes (γc) producen immunodeficiencia combinada severa (X-SCID). La γc se asocia específicamente con JAK3, las mutaciones en JAK3 también producen SCID. Lista de citocinas y sus efectos:
- IL-2 -  proliferación de células T y mantenimiento de la tolerancia periférica
- IL-4 - diferenciación de células Th2
- IL-7 - desarrollo de timocitos en el timo
- IL-9 - señales de supervivencia para varias células hematopoyéticas
- IL-15 - desarrollo de NK
- IL-21 - control de cambio de clase de inmunoglobulina en células B.

En general, la deficiencia JAK3  resulta en el fenotipo de SCID caracterizado por T−B+NK−, el cual indica la ausencia de linfocitos T y células NK. A pesar de que las células B están presentes, no son funcionales debido a defectos en la activación de células B.
Como JAK3 es necesario para el desarrollo de las células inmunes, apuntar a JAK3 podría ser una estrategia útil para generar una clase novel de fármacos inmunosupresores. Además, a diferencia de otro JAKs, JAK3 es principalmente expresado en células hematopoyéticas, así que un inhibidor altamente específico de JAK3 tendría que tener efectos precisos en células inmunes y mínimos defectos pleiotrópicos. La especificidad del inhibidor de JAK3 también tendría ventajas sobre los fármacos inmunosupresores, los cuales tienen efectos muy  abundantes y diversos. Un inhibidor de JAK3 podría ser útil para tratar enfermedades autoinmunes, especialmente aquellas en las que un particular receptor de citocina tiene una función directa sobre enfermedades patógenas. Por ejemplo, la señalización a través del receptor de IL-15  es importante en el desarrollo artritis reumatoide, y los receptores para IL-4 e IL-9 intervienen en el desarrollo de respuestas alérgicas.
Un inhibidor de JAK3, denominado CP-690550, ha sido desarrollada y muestra grandes expectativas en pruebas clínicas. Este fármaco tiene potencia nanomolar contra JAK3 y ha demostrado ser eficaz en impedir el rechazo de trasplantes renales provenientes de primates. CP-690550 también presenta actividad inmunosupresora en etapas I y II de pruebas clínicas de artritis reumatoide, psoriasis y trasplante de órganos. CP-690550 (tofacitinib) actualmente ha sido introducido al mercado Pfizer como Xeljanz para el tratamiento de artritis reumatoide.

## Interacciones
Se ha demostrado que la cinasa Jano 3 interactúa con CD247, TIAF1 y IL2RG.